# Евансон
Евансон (на италиански: Évançon, понякога Évençon) е поток, която облива Долината Аяс в италианския регион Вале д'Аоста. Той е ляв приток на река Дора Балтеа.

## Топоним
Името му на валдостански диалект би могло да означава „голяма вода“ или „вода, която идва от върха на планините“ (eva d'en som). В архивните документи често се споменава като „l'eau blanche“ (бяла вода).
Обединението на валдонстанските общини Евансон (Unité des Communes valdôtaines Évançon), обхващащо 10 общини, носи името си от потока.

## Маршрут
Потокът води началото си от Големия ледник Вера в Горна долина Аяс. След като минава през цялата долина, Евансон се влива в река Дора Балтеа в община Верес близо до моста Фльоран. По пътя си пресича четири общини, от планината до долината: Аяс, Брюсон, Шалан Сент Анселм и Шалан Сен Виктор. Близо до Targnod в община Шалан Сен Виктор потокът пропада в дефилето Brisecou (от френски „Счупиврат“), образувайки внушителния водопад със същото име. До основата му може да се стигне пеша от пътя за Изолаз (Isollaz). Отлична наблюдателна точка може да бъде достигната с кола от пътя, който води до замъка на Верес.

## Характеристики
Евансон е типичен високопланински ледников поток. Това означава, че максималният оток се достига през лятото поради топенето на ледника, а минималният – през зимата, което е обратно на класическия пороен режим. Цветът на водата в потока варира от синьо сутрин и при ниски температури до бяло-сиво вечер и след много горещи дни. Само през зимата водата е прозрачна, докато през лятото е горе-долу забулена от утайки и ледников пясък.
Водите му са обитавани изключително от пъстърва, както кафява, така и дъгова, с ежегодно повторно населване от регионалния консорциум за риболов. Сред обитателите му е водният кос, който е широко разпространен.
За да се защитят населените места от наводненията, които в миналото са причинявали щети, са построени защитни стени. За съжаление, освен че влошават естествеността и естетическия вид на потока, те го правят по-малко подходящ за заселване на пъстърва.
По течението си потокът се използва за производство на водноелектрическа енергия. В община Брюсон се намира ВЕЦ Изолаз, която експлоатира водите му.